# Sarah Josepha Hale
Sarah Josepha Buell Hale (Newport, 24 ottobre 1788 – Filadelfia, 30 aprile 1879) è stata una scrittrice, attivista e editrice statunitense, autrice della filastrocca Mary had a little lamb.

## Gioventù
Nacque da Gordon Buell, un veterano della rivoluzione americana, e Martha Whittlesay Buell. I suoi genitori credevano nella parità di istruzione per entrambi i sessi, tant'è che la giovane Hale studiò a casa con sua madre e suo fratello maggiore Horatio.
Nel 1811 suo padre aprì una taverna chiamata The Rising Sun a Newport, dove Sarah incontrò l'avvocato David Hale. La coppia si sposò il 23 ottobre 1813 ed ebbe cinque figli. A partire dalla morte prematura di David Hale sopraggiunta nel 1822, Sarah Josepha Hale indossò il nero per il resto della sua vita in segno di lutto perpetuo.

## Carriera
Nel 1823, con il sostegno finanziario della loggia massonica del suo defunto marito, Sarah Hale pubblicò una raccolta di poesie intitolata The Genius of Oblivion.
Quattro anni dopo, nel 1827, il suo primo romanzo fu pubblicato negli Stati Uniti con il titolo Northwood: Life North and South e a Londra con il titolo A New England Tale. Hale divenne così una delle prime scrittrici statunitensi, nonché tra i primi a trattare il tema della schiavitù. Il libro esaltava le virtù della Nuova Inghilterra come modello da seguire per la prosperità nazionale e riscosse un successo immediato. Inoltre sosteneva la desegregazione degli schiavi africani e il loro trasferimento verso la Liberia. Nella sua introduzione alla seconda edizione (1852), Hale scrisse: "Il grande errore di coloro che vorrebbero recidere l'Unione piuttosto che vedere uno schiavo entro i suoi confini, è che dimenticano che il padrone è loro fratello, così come il servo; e che lo spirito che cerca di fare del bene a tutti e del male a nessuno è l'unica vera filantropia cristiana". Il libro descrive come la schiavitù ferisca e disumanizza non solo gli schiavi, ma anche i padroni, e decelera il progresso psicologico, morale e tecnologico del loro mondo.
Dopo aver apprezzato Northwood, i reverendo John Blake propose a Hale di trasferirsi a Boston per lavorare in qualità di editrice del suo giornale, il Ladies' Magazine. L'autrice accettò, sperando che la rivista avrebbe aiutato nell'educazione delle donne. La sua raccolta Poems for Our Children, che includeva Mary had a little lamb, fu pubblicata nel 1830.

Silhouette di Hale diseganta da Auguste Edouart

Hale fondò la Seaman's Aid Society nel 1833 per assistere le famiglie sopravvissute dei marinai di Boston morti in mare.
Nel 1837 divenne editrice del Godey's Lady's Book, per il quale avrebbe lavorato fino al 1877 a quasi 90 anni. Durante la sua permanenza presso la rivista, diverse donne importanti scrissero sia in poesia che in prosa, tra cui Lydia Sigourney, Caroline Lee Hentz, Elizabeth F. Ellet, Eliza Cook e Frances Sargent Osgood. Tra gli altri autori vi furono Nathaniel Hawthorne, Oliver Wendell Holmes, Washington Irving, James Kirke Paulding, William Gilmore Simms e Nathaniel Parker Willis.
Nel 1877, anno del suo pensionamento, Thomas Edison pronunciò i versi di apertura di Mary's lamb, il primo discorso mai registrato sul suo fonografo appena inventato. Hale morì nella sua casa a Filadelfia nel 1879.

## Attivismo per i diritti delle donne
A partire dal 1852 Hale curò una sezione intitolata Employment for Women che discuteva i tentativi delle donne di entrare nel mondo del lavoro. Pubblicò inoltre le opere di Catharine Beecher, Emma Willard e altri primi sostenitori dell'istruzione femminile, e sostenne il gioco e l'educazione fisica, ritenuti importanti esperienze di apprendimento per i bambini.
Hale divenne una delle prime sostenitrici dell'istruzione superiore per le donne e contribuì a fondare il Vassar College. Scrisse diciassette articoli ed editoriali sull'educazione femminile e contribuì a pubblicizzare la fondazione di un college femminile in una società non abituata all'idea. Nel 1860 il Baltimore Female College le assegnò una medaglia "per distinti servizi nella causa dell'istruzione femminile".
Hale inoltre contribuì ad elevare la memoria storica di donne eccezionali. Tra i suoi oltre 50 libri vi furono diverse edizioni di Woman's Record: Sketches of All Distinguished Women, from the Creation to AD 1854 (1855), un'enciclopedia di 2500 voci che raccoglieva le donne più influenti della storia. Hale sottolineò come la morale delle donne fosse essenziale per il cristianesimo, in quanto sosteneva che la donna fosse "l'agente morale designato da Dio".
In quanto editrice di successo, Hale era considerata un riferimento del gusto per le donne della classe media in materia di moda, cucina, letteratura e moralità. Nelle sue opere, tuttavia, rafforzò gli stereotipi di genere, in particolare quelli riguardanti i ruoli domestici femminili. Credendo che le donne modellassero la morale della società, ella spinse le autrici a scrivere romanzi moralmente edificanti. Non sostenne inoltre il suffragio femminile e credeva invece nell' "influenza segreta e silenziosa delle donne" sull'elettorato maschile.

## Riconoscimento postumo
Hale è ritenuta essere colei che più di tutti contribuì ad aver reso il Giorno del Ringraziamento una festa nazionale negli Stati Uniti, in precedenza celebrato principalmente nel New England. La sua difesa della festa nazionale iniziò nel 1846 e durò 17 anni prima che avesse successo. A sostegno della sua campagna, Hale scrisse una serie di lettere ai presidenti Taylor, Fillmore, Pierce, Buchanan e Lincoln. Quest'ultimo infine istituì il Giorno del Ringraziamento festa nazionale nel 1863 e Hale si guadagnò il soprannome di "Madre del Ringraziamento".
A lei è intitolato il premio letterario Sarah Josepha Hale Award. Tra i vincitori degni di nota figurano Robert Frost nel 1956, Ogden Nash nel 1964, Elizabeth Yates nel 1970, Arthur Miller nel 1990 e Julia Alvarez nel 2017.

## Opere selezionate
- The Genius of Oblivion; and Other Original Poems, J. B. Moore, 1823.
- Northwood, Bowles & Dearborn, 1827.
- Traits of American Life, E.L. Carey & A. Hart, 1835.
- Sketches of American character, H. Perkins, 1838.
- The Good Housekeeper, Weeks, Jordan, 1839.
- Northwood, or Life North and South, H. Long & Brother, 1852.
- Liberia; or, Mr. Peyton's Experiments (1853)
- Flora's Interpreter; or, The American Book of Flowers and Sentiments, B. Mussey, 1853.
- The new household receipt-book, T Nelson & Son, 1854.
- Woman's Record: or Sketches of All Distinguished Women, from Creation to A.D. 1854, Harper & Bros., 1855.
- Sarah Josepha Buell Hale (a cura di), Aunt Mary's new stories for young people, J. Munroe & Company, 1849.
- Manners; or, Happy Homes and Good Society, J. E. Tilton and Company, 1868.